# Cathédrale d'Oria
La cathédrale d'Oria est une église catholique romaine d'Oria, en Italie. Il s'agit de la cathédrale du diocèse d'Oria.